# Szópatrosz (filozófus)
Szópatrosz (Σώπατρος, 4. század) görög filozófus.
A szíriai Apameából származott, Iamblikhosz tanítványa volt. Pogány mivolta miatt Nagy Konstantin parancsára kivégezték. A Szuda-lexikon említi három munkáját, amelyekből még töredékek sem maradtak fenn.[forrás?]